# Virginia Slims of Detroit 1976
Virginia Slims of Detroit 1976  — жіночий тенісний турнір, що проходив на закритих кортах з килимовим покриттям Cobo Hall & Arena в Детройті (США) в рамках Світової чемпіонської серії Вірджинії Слімс 1976. Турнір відбувся вп'яте і тривав з 17 до 22 лютого 1976 року. Перша сіяна Кріс Еверт здобула титул в одиночному розряді й отримала за це 15 тис. доларів США.

## Фінальна частина

### Одиночний розряд
Кріс Еверт —  Розмарі Касалс 6–4, 6–2
- Для Еверт це був 3-й титул в одиночному розряді за сезон і 58-й — за кар'єру.

### Парний розряд
Мона Геррант /  Енн Кійомура —  Кріс Еверт /  Бетті Стов 6–3, 6–4

## Розподіл призових грошей
| Дисципліна       | П       | F      | 3-тє   | 4-те   | ЧФ     | 1/8    | 1/16 |
| Одиночний розряд | $15,000 | $8,000 | $4,650 | $3,900 | $1,900 | $1,100 | $550 |